# Grotte du Lion (Arcy-sur-Cure)
Pour les articles homonymes, voir Grotte du Lion.
La grotte du Lion, ou abri du Lion, est l'une des cavités du site des grottes d'Arcy-sur-Cure, situé entre Auxerre et Avallon, dans l'Yonne, en Bourgogne, en France. Elle a livré peu de vestiges archéologiques mais son analyse paléopalynologique a permis de compléter la série d'Arcy, en couvrant la période allant d'environ 900 av. J.-C. jusqu'au XVIe siècle.

## Situation
Les grottes d'Arcy-sur-Cure sont situées dans le sud du département de l'Yonne, entre Auxerre et Avallon, à 1,3 km au sud d'Arcy-sur-Cure (2 km par la route) et à moins de 10 km au nord du parc naturel régional du Morvan. Elles se trouvent dans le dernier grand méandre que fait la Cure juste à sa sortie du massif du Morvan. À cet endroit, la Cure est à environ 122 m d'altitude.
Dans le sens amont-aval de la Cure, la grotte du Lion est la première du groupe de huit grottes rapprochées sur seulement 70 m linéaires. Elle est suivie environ 20 m en aval par la grotte du Loup, puis vient la grotte du Bison, puis la grotte du Renne. Elle se trouve à environ 300 m en amont de la Grande grotte.

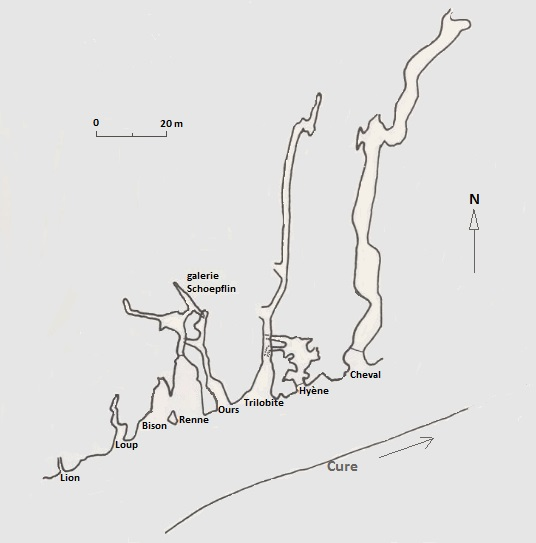
Huit cavités groupées sur environ 70 m, d'amont en aval (O-E) : Lion, Loup, Bison, Renne, Ours, Trilobite, Hyène, Cheval.

## Historique
En 1961, André Leroi-Gourhan fait prolonger la tranchée de fouilles jusqu'à 15 m au-delà du porche, vers la rivière, et fait creuser le remplissage jusqu'à la roche sous-jacente.

## Description
Les descriptions de la grotte du Lion sont rares, succinctes et souvent anecdotiques. Son entrée est au-dessous de 130 m d'altitude. Les Leroi-Gourhan précisent qu'elle se trouve « au niveau le plus bas de la falaise », donc presque à même hauteur que le niveau actuel de la Cure. Elle est de très petite taille : les Leroi-Gourhan l'appellent simplement un « abri » et une « toute petite station ». Elle se prolonge en couloir dans la falaise. Son développement est de seulement 5 m, sans dénivelé.
Du point de vue hydrologique, cette cavité ainsi que les autres situées au sud du massif corallien sont originellement des pertes de la Cure. Les résurgences correspondantes sont sur la face nord du même massif.

## Stratigraphie
Une tranchée en travers sous l'aplomb, creusée jusqu'à la roche sous-jacente, n'a donné que des industries très récentes. Leroi-Gourhan a ensuite fait prolonger la fouille jusqu'à 15 m en direction de la Cure. Le remplissage atteint plus de 3 m de hauteur et est entièrement récent : il a été déposé, à partir de 1000 à 800 av. J.-C. environ, sur un sol lessivé probablement à l'Âge du bronze récent par une inondation qui a emporté tout vestige antérieur, mettant la roche à nu. Seuls quelques silex ont été trouvés dans des anfractuosités du rocher.
Le remplissage qui s'est déposé après ce lessivage atteint 3,29 m d'épaisseur. Se sont d'abord déposées des marnes et argiles sur 1 m d'épaisseur, dont les 50 derniers cm contiennent des poteries hallstattiennes. Vient ensuite l'Âge du fer, avec des vestiges de poteries et ossements de chevaux, jusqu'à 2,10 m de profondeur (soit une couche halstattienne de 1,19 m). Ceci est surmonté de couches contenant des débris gallo-romains ; l'élément le plus récent, une pièce de Constance II, se trouvait à 1,85 m de profondeur. Au-dessus de cet ensemble se trouvent des sédiments contenant quelques tessons, de rares ossements et des charbons. Il y a les traces de deux foyers à 1,55 m de profondeur, mais le mauvais état de conservation ne permet pas de datation par le carbone 14. Un tesson de poterie datable du XIIIe siècle se trouvait à 1,10 m de profondeur. La couche supérieure du remplissage est faite de cailloutis et de terre sans aucun vestige humain.

## Paléopalynologie
L'abri du Lion a livré peu de vestiges archéologiques mais l'analyse pollinique de son remplissage est toutefois importante : elle complète la série de résultats paléopalynologiques pour le site d'Arcy. Le diagramme palynologique pour la grotte commence vers 900 av. J.-C. Il montre un paysage forestier contrastant fortement avec les steppes würmiennes. Les premiers pollens anciens notés sont ceux de conifères, également présents dans la grotte du Renne. Le Post-glaciaire tardif voit une inversion de la situation : 52,8% des pollens de cette époque, recueillis à la base de la série de l'abri du Lion, sont ceux d'arbres et parmi ces arbres les feuillus dominent. Ceci ne tient pas compte des fougères, herbacées dénombrées à part des autres végétaux tellement elles sont abondantes : elles atteignent 400% du total du reste. Cette analyse apporte la confirmation que le Würm a vu une sévère raréfaction des arbres, jusqu'à moins de 2% de la flore totale. Ils n'ont cependant jamais disparu complètement : l'encaissement profond localement de la vallée de la Cure a fourni, alors comme maintenant, des poches de microclimat plus doux ; il est probable que des bosquets d'arbres ont subsisté lors du Würm dans ces endroits protégés. 
L'échantillon tout en bas du remplissage, daté vers 900 av. J.-C., indique un climat très humide avec, dans le fond de vallée au niveau de la grotte, les arbres formant 75% des végétaux, dont l'aulne qui domine tous les autres arbres avec 22,4% du total d'arbres ; vient ensuite le noisetier (14,7%) puis le tilleul et enfin les pins, peu nombreux. La forêt des plateaux et des pentes, une chênaie mixte, est déjà diminuée, ayant atteint son maximum d'expansion vers 5000 av. J.-C.. À 2,67 m de profondeur, un autre échantillon voit la proportion d'arbres baisser de 52,8% à 46,3%. L'aulne recule, formant un vide mal compensé par une petite expansion du pin due à une baisse de l'humidité. Vers le milieu de l'occupation de la période de Hallstatt, il semble que l'humidité remonte quelque peu : les aulnes, tilleuls et cypéracées augmentent de nouveau ainsi que les fougères et les mousses qui atteignent leur expansion maximum. Noter que lorsque le recul de la forêt est dû au défrichage et non au froid, les fougères accroissent leur nombre et prennent le pas sur les arbres - ce qui s'est passé à cette période. Ces fougères sont de type monolète sans périspore, en sus de quelques Polypodium vulgare (polypode commun) et Pteridium aquilinum (fougère aigle). La couche 5 du remplissage ne contient plus que 4,3% d'arbres. Ce déboisement extrême est une constante de l'époque correspondante, principalement due à la généralisation de l'élevage pendant l'époque gallo-romaine.
Le sapin apparaît très tardivement dans la stratigraphie du Lion : la première apparition de son pollen est au Haut Moyen Âge. Le hêtre est totalement absent de l'abri du Lion, même pendant la période de plus grande extension de cet arbre. Toujours rare à Arcy, dans l'abri du Lion le bouleau n'est présent en continu que pendant le Tardiglaciaire, en très petites quantités (moins de 1%). Il n'est présent que sporadiquement pendant le Châtelperronien malgré le froid plus vif de cette dernière période. Son nombre augmente légèrement pendant le Hallstatt, à la suite des défrichages.
Le noyer disparaît des couches supérieures du remplissage, ce qui correspond probablement au début du Petit âge glaciaire au XVIe siècle. Il y avait certainement des cultures sur l'autre rive, où s'est déposée une grosse quantité de sédiments dans le creux du méandre ; mais les arbres bordant la rivière ont empêché la plupart de ces pollens de céréales de se déposer dans la grotte de l'autre côté de la rivière.

## Autre sondage
À 10 m du porche vers la rivière ont été trouvés, dans l'ordre chronologique des dépôts : des poteries de la culture de Hallstatt, des poteries et os de chevaux de l'Âge du fer, des débris gallo-romains dont le plus récent était une pièce de Constance II (324-330 de notre ère), des tessons, ossements et charbons en mauvais état, et enfin des morceaux de pots médiévaux dont un tesson daté du XIIIe siècle.

## Occupation humaine
L'abri du Lion a fourni peu d'industrie et presque aucune ancienne, hormis les quelques silex retenus sur place (malgré le lessivage du lieu) parce que coincés dans des fissures. Il a cependant vu nombre de passages humains. Noter que la surface de sol entre la grotte et la rivière est trop petite pour y établir des cultures.